# Euryestola caraca
Euryestola caraca là một loài bọ cánh cứng trong họ Cerambycidae.